# Classe Amagi
A Classe Amagi (天城型) foi uma classe de cruzadores de batalha projetados para a Marinha Imperial Japonesa, composta pelo Amagi, Akagi, Atago e Takao. Suas construções começaram pouco depois da Primeira Guerra Mundial; o batimento de quilha das duas primeiras embarcações ocorreu em dezembro de 1920, enquanto das duas últimas foi em novembro e dezembro do ano seguinte, porém nenhuma foi finalizada como originalmente projetada. Eles foram encomendados como parte de um programa de expansão naval e tinham a intenção de fazer parte do plano "Oito-Oito", que seria uma frota de batalha homogênea formada por oito couraçados e oito cruzadores de batalha novos.
Os cruzadores de batalha da Classe Amagi, como originalmente projetados, seriam armados com dez canhões de 410 milímetros montados em cinco torres de artilharia duplas. Teriam um comprimento de fora a fora de 251 metros, boca de mais de trinta metros, calado de nove metros e meio e um deslocamento carregado de 47 mil toneladas. Seus sistemas de propulsão seriam compostos por dezenove caldeiras mistas de óleo combustível e carvão que alimentariam quatro conjuntos de turbinas a vapor, que por sua vez girariam quatro hélices até uma velocidade máxima de trinta nós (56 quilômetros por hora). Os navios teriam um cinturão principal de blindagem de 250 milímetros de espessura.
As limitações impostas pelo Tratado Naval de Washington de 1922 impediram que as embarcações fossem finalizadas como planejadas, porém o tratado permitia que um certo número de cascos já em construção pudesse ser convertido em porta-aviões. O Amagi e o Akagi foram selecionados para esse fim, mas o Grande Sismo de Kantō de 1923 causou enormes danos estruturais ao Amagi e ele precisou ser desmontado, enquanto o Atago e o Takao foram cancelados e desmontados no ano seguinte. O Akagi foi convertido e comissionado em 1927, servindo na Primeira Divisão de Porta-Aviões e participando do Ataque a Pearl Harbor em 1941, sendo afundado na Batalha de Midway em 1942.

## Antecedentes
As experiências da Guerra Russo-Japonesa convenceram os planejadores japoneses que mais navios capitais rápidos eram necessários, assim foi aprovada em 4 de abril de 1907 a política "Oito-Oito", que pedia por oito couraçados e oito cruzadores blindados com menos de dez anos de idade, depois diminuída para oito anos. O Japão já estava com dois novos couraçados entregues e mais dois autorizados ou em construção, assim como quatro cruzadores blindados. Além disso, três novos couraçados e quatro cruzadores tinham sido autorizados, porém ainda sem orçamento.
Entretanto, a tecnologia naval estava mudando e os couraçados antigos, incluindo todos os navios japoneses desse tipo em serviço ou em construção, ficaram obsoletos com o comissionamento do britânico HMS Dreadnought. Os cruzadores blindados também ficaram sem utilidade diante dos novos cruzadores de batalha que estavam sendo construídos pelo Reino Unido e Alemanha. A Marinha Imperial Japonesa reconheceu isso e propôs em 1909 que dois cruzadores de batalha fossem encomendados a partir dos planos britânicos, sendo um construído no Reino Unido e outro no Japão. Mais dois depois foram encomendados no Japão e as quatro embarcações se tornaram a Classe Kongō.
Em 1910, ainda havia a autorização para um couraçado e quatro cruzadores blindados. O couraçado foi projetado como uma versão mais bem armada da Classe Kongō e se tornou o Fusō. O país aparentemente estava se aproximando do objetivo oito-oito com as novas embarcações, porém eles representavam um "novo nível de poderio naval" para a Marinha Imperial, fazendo com que todos os navios capitais japoneses anteriores ficassem obsoletos. Isto significou que qualquer planejador naval precisaria de sete novos couraçados e mais quatro cruzadores de batalha, tudo isso durante uma época em que o país estava tentando sobreviver a uma depressão econômica mundial.
A Marinha Imperial propôs em 1910 e 1911 enormes programas de construção naval, porém o governo reduziu para um plano "quatro-quatro"; sob este, mais três novos couraçados foram autorizados, que se tornaram mais um da Classe Fusō e dois da Classe Ise, porém nenhum cruzador de batalha. A Marinha Imperial não concordou com isso e acabou defendendo um plano "oito-quatro", enquanto o Conselho Imperial de Defesa ainda defendia o oito-oito original. O governo acabou cedendo e foi decidido em julho de 1914 que o Japão iria mirar primeiro na frota oito-quatro, com a oito-oito ficando para depois. O plano oito-quatro foi apresentado para a Dieta Nacional em 1915 e tinha a intenção de possuir oito couraçados e quatro cruzadores de batalha até 1923, com dois couraçados da Classe Nagato e dois da Classe Tosa. O problema disto era que o plano original pedia navios com menos de oito anos de idade, porém o Fusō e os dois primeiros membros da Classe Kongō seriam mais velhos na época em que os novos navios fossem finalizados.
O plano foi aprovado em 1917 junto com o financiamento para dois cruzadores de batalha, que se tornaram a Classe Amagi. A Marinha Imperial propôs no final do ano a expansão do plano oito-quatro com mais dois cruzadores de batalha; isto foi aprovado e mais dois membros da Classe Amagi foram encomendados. Entretanto, ter oito navios com canhões de 410 milímetros, quatro couraçados e quatro cruzadores de batalha criou um fardo financeiro enorme para o Japão, que nessa altura estava gastando um terço de seu orçamento nacional apenas na marinha. O tamanho e escala desse programa estava elevando rapidamente os custos das construções navais e armamentistas.

## Projeto

### Características
Os navios da Classe Amagi teriam um deslocamento planejado de 41 217 toneladas e um deslocamento carregado de 47 mil toneladas. Eles teriam 250 metros de comprimento da linha de flutuação e 251,8 metros de comprimento de fora a fora, suas bocas seriam de 30,8 metros e os calados ficariam em 9,5 metros. As embarcações deveriam ser equipadas com quatro turbinas a vapor Gihon, cada uma girando uma hélice, que seriam alimentadas por dezenove caldeiras Kampon, das quais onze queimariam óleo combustível e as outras oito queimariam uma mistura de óleo e carvão. Esse sistema foi projetado para gerar 131,2 mil cavalos-vapor (96,5 quilowatts) de potência para uma velocidade máxima de trinta nós (56 quilômetros por hora). Foi planejado que os cruzadores de batalha poderiam carregar até 3,9 mil toneladas de óleo e 2,5 mil toneladas de carvão, o que lhes daria uma autonomia máxima de oito mil milhas náuticas (quinze mil quilômetros) a uma velocidade de catorze nós (26 quilômetros por hora).

### Armamentos
Os navios seriam equipados com uma bateria principal de dez canhões calibre 45 de 410 milímetros montados em cinco torres de artilharia duplas, porém uma arma calibre 50 foi testada em 1920 e talvez fosse usada no lugar. Os canhões disparariam projéteis perfurantes de uma tonelada com uma carga de propelente de 224 quilogramas a uma velocidade de saída de 790 metros por segundo e cadência de tiro de 1,5 a 2,5 disparos por minuto. Cada arma teria noventa projéteis disponíveis e uma vida útil de aproximadamente 250 a trezentos disparos. As torres teriam sido instaladas na linha central das embarcações: duas na proa com a segunda sobreposta a primeira, enquanto as outras três ficariam atrás da superestrutura. As torres pesariam 1 020 toneladas cada e suas armas poderiam abaixar até cinco graus negativos e elevar até trinta graus.
A bateria secundária consistiria de dezesseis canhões calibre 50 de 140 milímetros montados em casamatas. Essas armas disparariam projéteis de 38 quilogramas e usariam entre 10,33 e 10,97 quilogramas de propelente a uma velocidade de saída entre 850 e 855 metros por segundo. Essas armas teriam uma elevação máxima de 25 graus e um alcance de 17,5 quilômetros. Quatro, depois seis, canhões antiaéreos calibre 45 de 120 milímetros seriam instalados a meia-nau, junto com oito tubos de torpedo de 610 milímetros.

### Blindagem
Foi planejado que a Classe Amagi fosse protegida por um cinturão principal de blindagem de 250 milímetros de espessura e angulado em doze graus, além de anteparas antitorpedo com 73 milímetros de espessura. As barbetas das torres de artilharia da bateria principal foram projetadas para terem entre 230 e 280 milímetros de espessura, enquanto a torre de comando teria uma proteção que ficaria entre 75 e 360 milímetros de espessura. A blindagem do convés seria de 95 milímetros de espessura.

## Navios
| Navio | Construtor                | Homônimo    | Batimento              | Estimativa de comissionamento | Destino                                      |
| ----- | ------------------------- | ----------- | ---------------------- | ----------------------------- | -------------------------------------------- |
| Amagi | Arsenal Naval de Yokosuka | Monte Amagi | 16 de dezembro de 1920 | novembro de 1923              | Cancelado e desmontado                       |
| Akagi | Arsenal Naval de Kure     | Monte Akagi | 6 de dezembro de 1920  | dezembro de 1923              | Convertido em porta-aviões; afundado em 1942 |
| Atago | Kawasaki                  | Monte Atago | 22 de novembro de 1921 | dezembro de 1924              | Cancelado e desmontado                       |
| Takao | Mitsubishi                | Monte Takao | 19 de dezembro de 1921 | dezembro de 1924              | Cancelado e desmontado                       |

## História

### Cancelamento

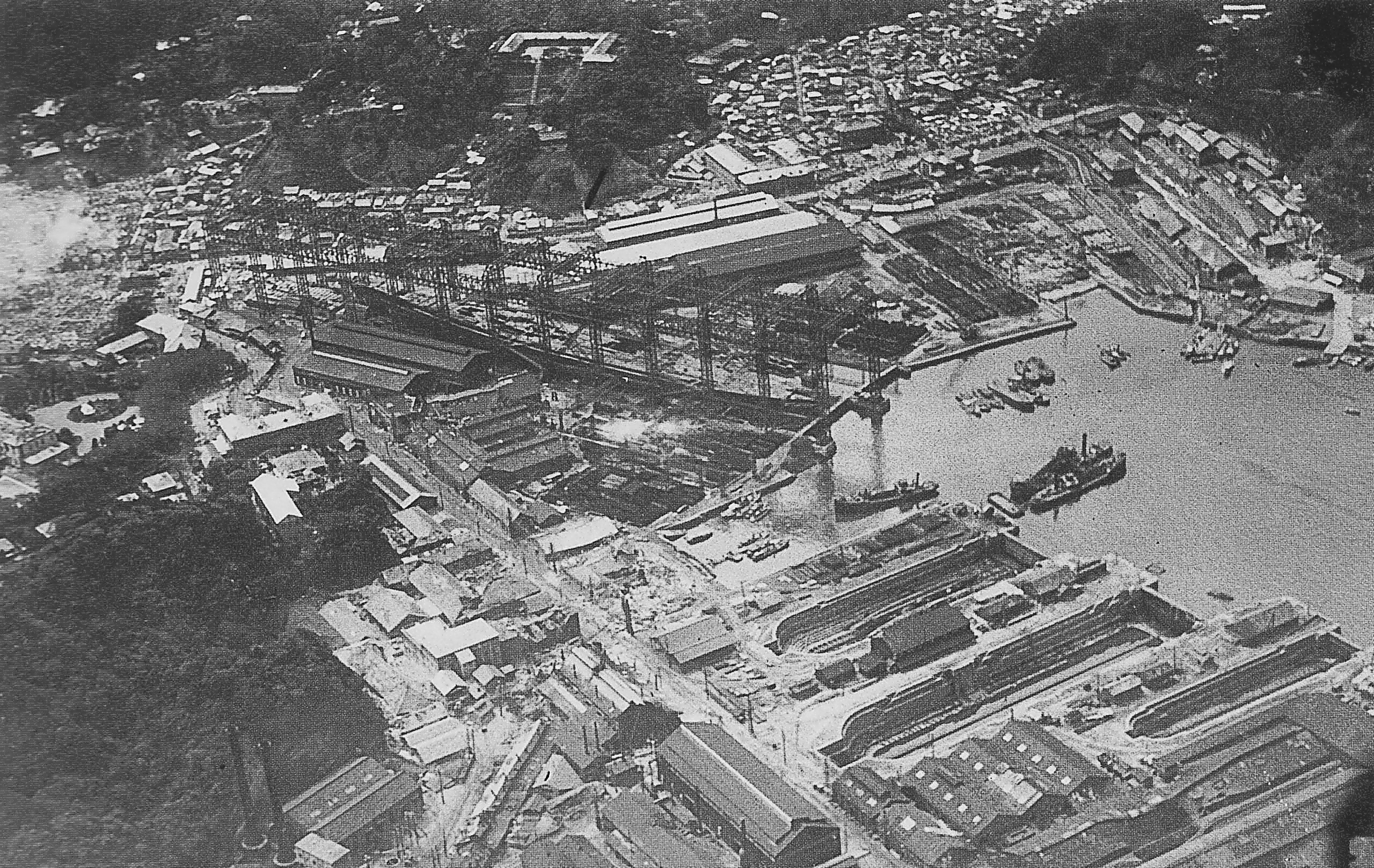
O casco incompleto e danificado do Amagi no Arsenal Naval de Yokosuka em 3 de setembro de 1923, dois dias depois do Grande Sismo de Kantō

O Akagi foi o primeiro navio a ter sua construção iniciada, com seu batimento de quilha acontecendo em 6 de dezembro de 1920 no Arsenal Naval de Kure, seguido pelo Amagi dez dias depois no Arsenal Naval de Yokosuka. As datas previstas para a finalização das embarcações eram dezembro e novembro de 1923, respectivamente. A construção do Atago começou em 22 de novembro de 1921 na Kawasaki em Kobe e tinha previsão de finalização para dezembro de 1924, enquanto as obras do Takao começaram em 19 de dezembro na Mitsubishi em Nagasaki e também tinha previsão de término para dezembro de 1924. Todos foram nomeados em homenagens a montanhas, porém o Takao originalmente seria nomeado Ashitaka em homenagem ao Monte Ashitaka.
O Tratado Naval de Washington foi assinado em fevereiro de 1922 e ele muito reduzia a tonelagem permitida de navios capitais para cada país signatário. O tratado também estabeleceu uma moratória de dez anos na construção de novos navios; cruzadores de batalha cancelados sob essa provisão incluíam uma classe cada para Japão, Estados Unidos e Reino Unido: a Classe Amagi, a Classe Lexington e a Classe G3, respectivamente. O tratado permitia que couraçados e cruzadores de batalha em construção fossem convertidos em porta-aviões, porém apenas se eles tivessem um deslocamento de até 27 mil toneladas. Como a Classe Amagi foi projetada com um deslocamento de 47 mil toneladas em sua configuração de cruzador de batalha, isso seria um deslocamento muito difícil de se alcançar. Entretanto, os norte-americanos ficaram com o mesmo problema ao projetarem a conversão da Classe Lexington, assim uma exceção foi adicionada, obra de Theodore Roosevelt Jr., o Secretário Assistente da Marinha dos Estados Unidos, que dava aos cinco países signatários a opção de converter até dois navios capitais em porta-aviões com deslocamento de até 33 mil toneladas. Estados Unidos e Japão rapidamente encomendaram seus dois navios. Os japoneses escolheram o Amagi e o Akagi, as duas embarcações que estavam mais próximas de serem finalizadas. Seus canhões foram entregues para o Exército Imperial Japonês para uso como artilharia costeira; três dos canhões foram instalados na Baía de Tóquio, em Busan na Coreia e na Ilha Iki no Estreito de Tsushima. As armas restantes foram colocadas na reserva e desmontadas em 1943.
O Grande Sismo de Kantō atingiu a região de Tóquio no dia 1º de setembro de 1923 e causou enormes danos estruturais no casco do Amagi. Sua estrutura foi tão danificada a ponto de ficar completamente inutilizável, com o que os trabalhos de conversão foram completamente abandonados. O navio foi removido do registro naval e vendido para desmontagem, que começou em 14 de abril de 1924. O Atago e o Takao, as outras duas embarcações da classe, foram oficialmente cancelados em 31 de julho de 1924 e desmontados também. O incompleto couraçado Kaga da Classe Tosa, cujas obras tinham parado em 5 de fevereiro de 1922, foi encomendado como porta-aviões no lugar do Amagi.

### Akagi

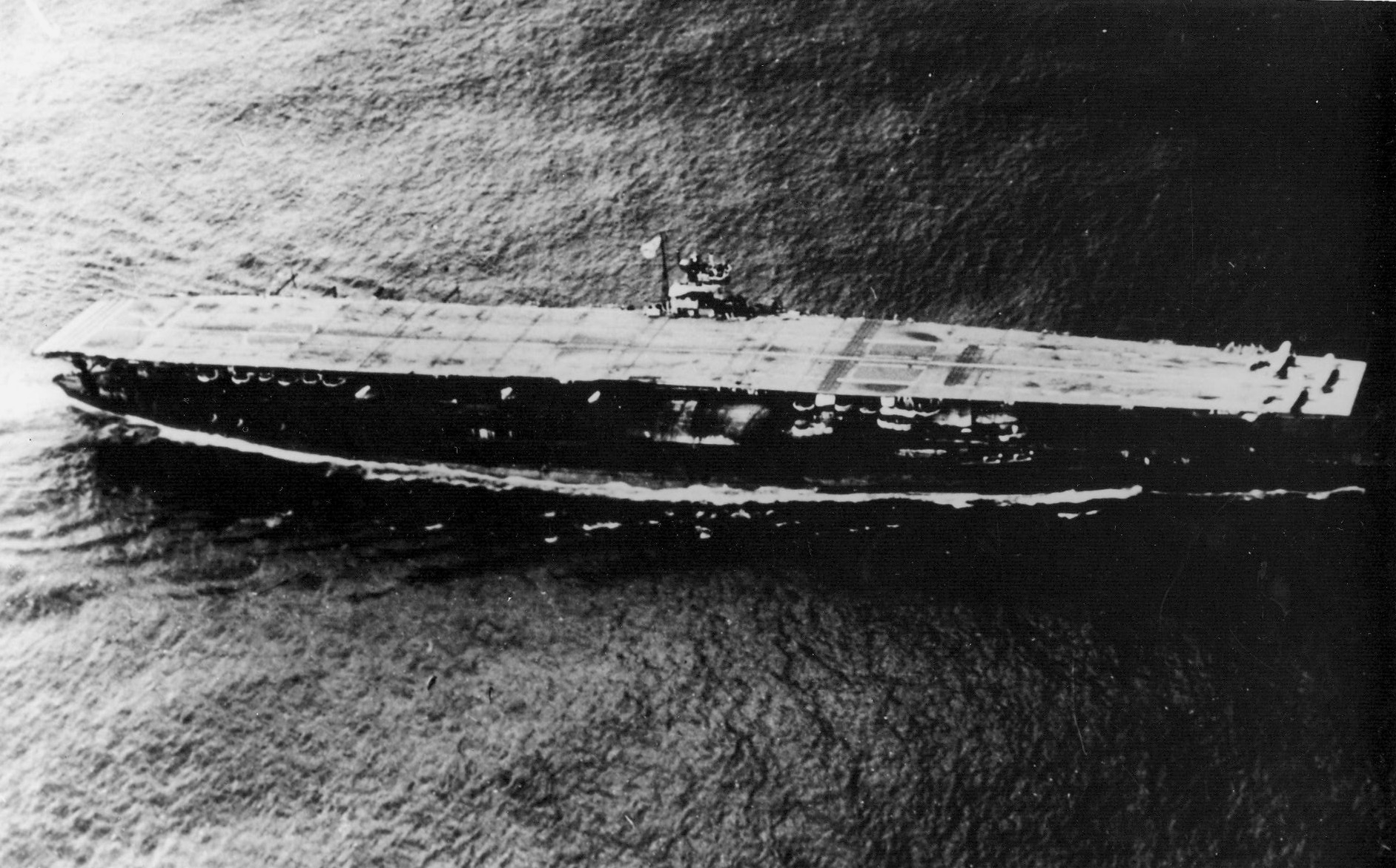
O Akagi em 1941

A conversão do Akagi começou em 19 de novembro de 1923 e foi completada em 25 de março de 1927. Ele inicialmente tinha um arranjo incomum de conveses de voo, com o convés de pouso principal ficando em cima de dois conveses menores para decolagem, porém isso mostrou-se insatisfatório e a embarcação foi tirada de serviço em 1935 para uma modernização. Os dois conveses menores foram removidos e o convés principal foi alongado até ter 250 metros de comprimento, com um terceiro elevador sendo adicionado. As reformas terminaram em 1938. O porta-aviões em seguida deu apoio para operações na China durante a Segunda Guerra Sino-Japonesa em 1939 e 1940, passando por manutenção e novas reformas em novembro de 1940.
O Akagi serviu como a capitânia do vice-almirante Chūichi Nagumo durante o Ataque a Pearl Harbor em 7 de dezembro de 1941. A força de porta-aviões de Nagumo era composta pelo Akagi, Kaga, Sōryū, Hiryū, Shōkaku e Zuikaku, mais escoltas. Eles lançaram duas ondas de ataques aéreos surpresa contra a base norte-americana de Pearl Harbor, no Havaí. As perdas norte-americanas incluíram quatro couraçados e dois contratorpedeiros afundados, além de mais de duzentas aeronaves destruídas.
Aeronaves do Akagi, Hiryū, Sōryū e Kaga participaram do Bombardeio de Darwin, na Austrália, em 19 de fevereiro de 1942. Seus bombardeiros danificaram seriamente o antigo porta-aviões norte-americano USS Langley no dia 27, sendo o navio depois deliberadamente afundado por suas escoltas. Em março, o Akagi, mais o Hiryū, Sōryū e uma força de couraçados, cruzadores e contratorpedeiros foi para o Oceano Índico a fim de atacar a frota britânica na região e apoiar os ataques ao Ceilão. As aeronaves atacaram a base britânica de Colombo em 5 de abril, destruindo vários aviões e afundando um navio mercante armado e o contratorpedeiro HMS Tenedos no porto. Os cruzadores pesados HMS Dorsetshire e HMS Cornwall foram avistados no mar e também afundados por um ataque aéreo avassalador. Os porta-aviões atacaram instalações britânicas em Trincomalee quatro dias depois, destruindo mais aeronaves e afundando o porta-aviões HMS Hermes, o contratorpedeiro HMAS Vampire e a corveta HMS Hollyhock.
Os japoneses organizaram em meados de maio ataques contra as Ilhas Aleutas no Alasca e o Atol Midway no Oceano Pacífico com o objetivo de atrair e afundar os porta-aviões norte-americanos. Nagumo, a bordo do Akagi, liderou o Kaga, Hiryū e Sōryū, mais navios de suporte, até Midway. As aeronaves japonesas conseguiram neutralizar uma pequena força de aviões e infligir grandes danos às instalações norte-americanas durante o ataque inicial. Torpedeiros e bombardeiros de mergulho despachados de Midway pouco fizeram, porém os planos japoneses tinham sido interceptados e decifrados, com as aeronaves dos porta-aviões norte-americanos já estando a caminho. Torpedeiros do USS Hornet, USS Enterprise e USS Yorktown juntaram-se ao ataque em sucessão, forçando os porta-aviões japoneses a manobrarem violentamente para evitarem os torpedos e impedindo-os de lançar novas aeronaves. Bombardeiros de mergulho norte-americanos chegaram atrasados, mas conseguiram infligir danos fatais no Akagi, Kaga e Sōryū. O Yorktown fora atingido por bombardeiros do Hiryū e recuou, porém foi torpedeado duas vezes algumas horas depois e abandonado. Seus batedores conseguiram indicar a localização do Hiryū, que foi afundado depois de quatro acertos de bombardeiros do Enterprise. O Japão perdeu quatro porta-aviões de frota em Midway.